# 23880 Тхон'іль
23880 Тхон'іль (23880 Tongil) — астероїд головного поясу, відкритий 18 вересня 1998 року.
Тіссеранів параметр щодо Юпітера — 3,325.
Назва з кор. 통일 означає возз'єднання.